# Žnideršič
Žnideršič je priimek več znanih Slovencev:
- Anton Žnideršič (1874—1947), čebelar in gospodarstvenik, izumitelj AŽ panja
- Anton Žnideršič (1896—1980), pravnik
- Anuška Žnideršič = Nuša Derenda
- Barbara Žnideršič, knjižna urednica, prevajalka?
- Branko Žnideršič (1911—1999), gradbenik, prometnotehniški strok., univ. profesor
- Dejan Žnideršič, godbenik pozavnist in dirigent
- Ema Zalokar (r. Žnideršič), podjetnica, vdova po Karlu Zalokarju (1895-1924)
- Fran Žnideršič - Starovaški (1866—1929), gimnazijski profesor in pisatelj
- Lučo Žnideršič (?—1964), prosvetni narodnokulturni delavec
- Martin Žnideršič (1934—2020), ekonomist, založnik, knjigar, univ. profesor
- Nina Žnideršič, fotografka (=? literatka, um. zgod.?)
- Vinko Žnideršič, gospodarstvenik, sponzor jadranja